# 吴英杰
吴英杰（1956年12月27日—），中华人民共和国政治人物，生于山东省昌邑市。1974年10月参加工作，1987年5月加入中国共产党。西藏民族学院语文系汉语言文学专业毕业，中共中央党校中共党史专业在职研究生学历。第十九届中共中央委员。曾任中共西藏自治区党委书记、第十四届全国政协常委、文化文史和学习委员会主任等职。

## 生平
吴英杰的父亲吴子明曾任共青团昌邑县委书记。1956年，他来到格尔木工作。1958年，只有一岁多的吴英杰和全家人一起被父亲带到了格尔木，之后吴英杰就在格尔木读完了小学和格尔木中学。1974年10月，高中毕业后的吴英杰到西藏自治区林芝种畜场当了知青，从此在西藏工作和生活。1977年10月，任拉萨西郊电厂职工。1979年9月，在西藏民族学院语文系汉语言文学专业学习。在校期间学习优异，并于与同学作为79年的田径队破了西藏自治区田径赛男子4*100米接力纪录，随后代表学校参加全国大学生运动会。他与同学洪云相恋，最后毕业后两人结婚。
毕业后，吴英杰分配至西藏自治区教育厅。1983年8月，任西藏自治区教育厅普教处干部、副主任科员。1987年4月，任西藏自治区教科委中小学教育处副处长、接受援助办公室副主任。1993年3月，任接受援助办公室主任。1994年10月，任西藏自治区教委副主任。1998年5月，任教工委副书记、教委副主任。2000年3月，任西藏自治区教育厅党组副书记、副厅长。2000年5月，任西藏自治区教育厅党组副书记、厅长（2000年3月—2001年1月，在中央党校一年制中青年干部培训班学习；2000年3月—2003年1月，在中央党校研究生院在职研究生班中共党史专业学习）。2003年1月，任西藏自治区人民政府副主席。2005年6月，兼任中共西藏自治区党委宣传部部长。2005年7月，任中共西藏自治区党委常委、宣传部部长，区政府副主席。2006年11月，任中共西藏自治区党委常委，区政府党组副书记、常务副主席。2011年11月，任中共西藏自治区党委副书记，区政府党组副书记、常务副主席，区行政学院院长。2013年4月，任中共西藏自治区党委常务副书记，区党委党校校长。2016年8月，任中共西藏自治区党委书记，西藏军区党委第一书记，区党委党校校长。2018年2月24日，当选为第十三届全国人大代表。
2021年10月19日，他不再担任西藏自治区党委委员、常委、书记。2021年10月23日，任全国人民代表大会教育科学文化卫生委员会副主任委员。2022年12月，美國財政部以吴英杰在西藏犯下嚴重侵犯人權罪行为由，宣布对其实施制裁，其在美資產將被凍結，與親屬亦無法進入美國。2023年3月，吴英杰当选第十四届全国政协常委、文化文史和学习委员会主任，吴英杰也就此成为伍精华之后第一位没有晋升“党和国家领导人”之列的西藏自治区党委书记。
2024年6月16日，吴英杰涉嫌严重违纪违法被中央纪委国家监委纪律审查和监察调查。7月24日，全国政协十四届常委会第八次会议决定免去其第十四届全国政协常委、文化文史和学习委员会主任职务，撤销其委员资格。12月10日，因严重违纪违法被中央纪委国家监委给予开除党籍开除公职处分，移交司法机关。12月11日国际人权日，加拿大外交部宣布对参与侵犯人权的吴英杰在內，包括8名前任和现任中国官员实施制裁。同月，吴英杰涉嫌受贿一案由国家监委调查终结，移交最高人民检察院审查起诉，最高人民检察院依法对其决定逮捕。
2025年3月，经依法指定，吴英杰受贿一案由北京市人民检察院第三分院向北京市第三中级人民法院提起公诉。同月20日，吴英杰受贿案在北京市第三中级人民法院一审公开开庭审理。公诉方指控，2006年6月至2021年2月，被告人利用职务上的便利，为有关单位和个人，在工程承揽和企业经营等事项上提供帮助，非法收受他人财物，共计折合人民币3.43亿余元。吴英杰当庭表示认罪悔罪。7月16日，北京市第三中级人民法院一审判处吴英杰死刑，缓期二年执行，剥夺政治权利终身，并处没收个人全部财产。